# Wohnhaus Oberrege 26
Das Wohnhaus Oberrege 26 auf dem Hof Frels im niedersächsischen Elsfleth, im Landkreis Wesermarsch an der B 212 nahe der Weser, stammt vom Ende des 19. Jahrhunderts.

Aktuell (2023) wird es als Wohnhaus genutzt.
Das Gebäude steht unter Denkmalschutz (siehe auch Liste der Baudenkmale in Elsfleth).

## Geschichte
Das ein- und zweigeschossige freistehende repräsentative verputzte villenartige Wohnhaus des Hofs Frels mit Sockelgeschoss, schiefergedecktem Mansardwalmdach und Satteldach stammt von 1890 und wurde für den wohlhabenden Landwirt Wilhelm Frels gebaut.
Der linke zweigeschossige Trakt in der Art eines Giebelrisalits, mit Satteldach und verziertem Schwebegiebel, ist durchgehend bis zur Rückseite. Der mittige Portikus hat toskanische Säulen unter dem Balkon und davor eine geschwungene Freitreppe sowie im Dach zwei klassizistische Giebelgauben mit Pilastern. Rechts daneben steht ein zweigeschossiges achteckiges Türmchen. Im ganz rechten zurückspringenden Trakt ist der Eingang und davor eine Freitreppe sowie im Dach Giebelgauben. Auf der linken Seite befindet sich eine mittige Loggia mit korbbogigen Arkaden. Geschossteilende Gesimse, Fensterrahmungen, Brüstungsreliefs, im OG Ädikulä, Kantenquaderung, im Giebel des Risalits eine Nische mit Frauenfigur in Rüstung, Balustraden, sowie an den Gauben Pilaster und Dreiecksgiebel gestalten das Haus. Auf dem Dach stehen eiserne Aufbauten.
Im Inneren sind große Teile der bauzeitlichen Raumausstattung erhalten wie Stuckdecken und Wand- und Deckenmalerei sowie eine große Holztreppe mit verzierten Balustern.
Die denkmalgeschützte Gulfscheune Oberrege 26 von 1896 steht rechts hinter dem Wohnhaus.
Das Landesdenkmalamt befand: „… geschichtliche Bedeutung … orientiert sich am großstädtischen Wohnbau Oldenburgs und Bremens … hebt sich durch Anspruchsniveau und Qualität der Ausführung gegenüber den sonstigen Wohnhäusern … weit ab …“